# Nowohryhoriwka Persza
Nowohryhoriwka Persza (ukr. Новогригорівка Перша) – wieś na Ukrainie, w obwodzie kirowohradzkim, w rejonie kropywnyckim, w hromadzie Dołynśka. W 2001 liczyła 995 mieszkańców, spośród których 965 wskazało jako ojczysty język ukraiński, 27 rosyjski, 2 mołdawski, a 1 białoruski.

## Urodzeni
- Wasyl Kamenszczyk